# District de Wedding

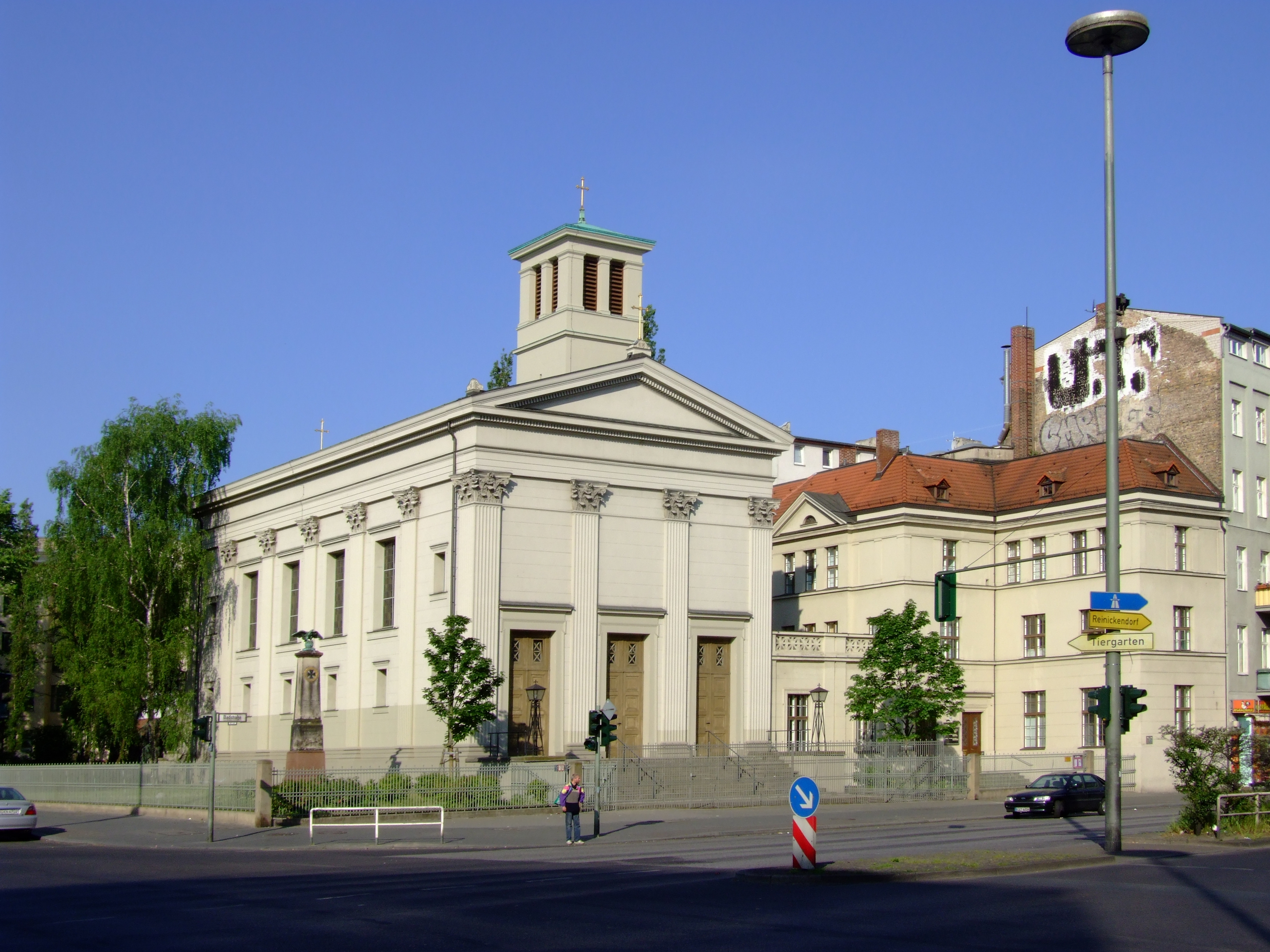
Photographie de l'église Saint-Paul de Wedding.

Le district de Wedding est l'une des anciennes subdivisions administratives de Berlin créée lors de la constitution du Grand Berlin en 1920.
Après la Seconde Guerre mondiale, le 12 août 1945, le district est attribué au secteur d'occupation français de Berlin-Ouest et le restera jusqu'à la réunification de l'Allemagne.
Lors de la réforme de 2001, le district fut intégré à l'arrondissement de Mitte et correspond aux actuels quartiers de :
- 0105 Berlin-Wedding ;
- 0106 Berlin-Gesundbrunnen.

## Démographie

Le blason du district.

| Année | Population (hab.) |
| ----- | ----------------- |
| 1925  | 351.798           |
| 1933  | 332.146           |
| 1939  | 325.099           |
| 1946  | 234.854           |
| 1950  | 243.271           |
| 1961  | 220.883           |
| 1970  | 180.978           |
| 1987  | 149.555           |
| 2000  | 158.380           |

## Politique

### Élections législatives
Les résultats des élections législatives du Parlement de Berlin en % :
| Année | KPD  | USPD | SPD  | DVP  | DNVP | DDP¹ | Zen  | NSDAP |
| ----- | ---- | ---- | ---- | ---- | ---- | ---- | ---- | ----- |
| 1921  | 15,6 | 32,7 | 20,2 | 07,8 | 13,0 | 03,8 | 03,0 |       |
| 1925  | 33,0 | 01,1 | 36,8 | 02,5 | 12,8 | 06,0 | 02,7 |       |
| 1929  | 40,6 |      | 30,1 | 02,6 | 10,8 | 03,7 | 02,9 | 03,1  |
| 1933  | 29,9 |      | 24,0 |      | 07,6 | 01,1 | 03,7 | 32,6  |

| Jahr | SPD  | PDS  | CDU  | FDP  | Grüne |
| ---- | ---- | ---- | ---- | ---- | ----- |
| 1946 | 53,1 | 23,5 | 17,6 | 05,9 |       |
| 1948 | 74,8 |      | 16,0 | 09,2 |       |
| 1950 | 53,8 |      | 22,1 | 13,7 |       |
| 1954 | 57,2 | 04,3 | 23,6 | 07,9 |       |
| 1958 | 63,3 | 03,0 | 28,4 | 02,6 |       |
| 1963 | 72,3 | 01,9 | 21,3 | 04,4 |       |
| 1967 | 67,8 | 02,8 | 24,1 | 04,2 |       |
| 1971 | 61,3 | 2,6  | 30,1 | 05,4 |       |
| 1975 | 50,1 | 02,0 | 38,0 | 04,9 |       |
| 1979 | 50,5 | 01,3 | 38,7 | 05,6 | 03,7  |
| 1981 | 44,6 |      | 42,8 | 03,8 | 07,5  |
| 1985 | 43,6 |      | 41,5 | 02,6 | 09,9  |
| 1989 | 47,5 |      | 29,0 | 01,7 | 10,5  |
| 1992 | 39,5 | 01,3 | 26,6 | 04,3 | 13,1  |
| 1995 | 33,1 | 02,4 | 36,8 | 01,6 | 15,3  |
| 1999 | 32,2 | 06,0 | 41,7 | 01,3 | 09,9  |
|      |      |      |      |      |       |

### Maires du district
| Mandat    | Nom                 | Parti    |
| --------- | ------------------- | -------- |
| 1921–1933 | Carl Leid           | USPD/SPD |
| 1933–1945 | Rudolf Suthoff-Groß | NSDAP    |
| 1945      | Karl Schröder       |          |
| 1945–1946 | Hans Scigalla       | KPD/SED  |
| 1946–1956 | Walter Röber        | SPD      |
| 1956–1970 | Helmut Mattis       | SPD      |
| 1970–1981 | Horst Bowitz        | SPD      |
| 1981–1986 | Erika Heß           | SPD      |
| 1986–1994 | Jörg-Otto Spiller   | SPD      |
| 1994–2000 | Hans Nisblé         | SPD      |